# Mist Chasma
Il Mist Chasma è una struttura geologica della superficie di Venere.